# Redwood Highway
La Redwood Highway est une route dans le comté de Del Norte, en Californie, dans l'ouest des États-Unis. 

## Historique
Protégée au sein du parc national de Redwood, elle est composée de deux sections de l'U.S. Route 101 aujourd'hui abandonnées. Elle est inscrite au Registre national des lieux historiques depuis le 17 décembre 1979.